# ژان، دوک بری
ژان، دوک بری (به فرانسوی: Jean de Berry، لاتین: Johannes de Bituria؛ ۳۰ نوامبر ۱۳۴۰–۱۵ ژوئن ۱۴۱۶)، دوک بری و اوورن و کنت پواتیه و مونپنسیه و سومین پسر ژان دوم، پادشاه فرانسه و بونه لوکزامبورگ بود. برادران او شارل پنجم، پادشاه فرانسه، لوئی یکم، دوک آنژو و فیلیپ دوم، دوک بورگوندی (فیلیپ جسور) بودند. وی از سال ۱۳۸۰ تا ۱۳۸۸ در زمان کودکی برادرزاده‌اش شارل ششم، نایب السلطنه فرانسه بود. او از پادشاه درخواست کرد تا در نبرد آزینکورت شرکت ننماید.